# Alchemilla andringitrensis
Alchemilla andringitrensis é uma espécie de rosácea do gênero Alchemilla, pertencente à família Rosaceae.